# Renässansen

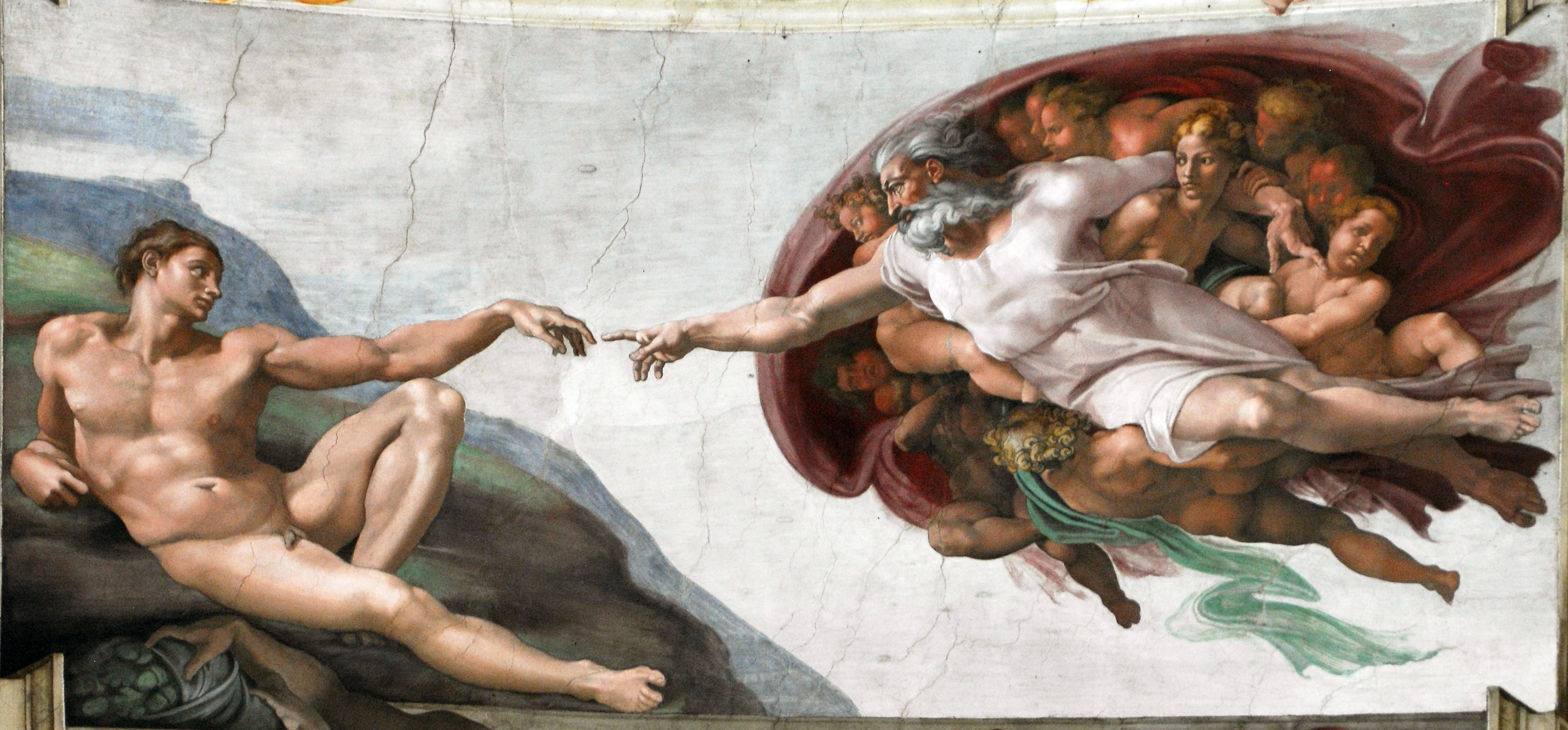
Michelangelo, Gud skapar Adam, 1508–1512, takfresk i Sixtinska kapellet, Vatikanen.

Renässansen (av franskans renaissance, "pånyttfödelse") var i Europa perioden efter medeltiden då intresset för antikens kulturarv och värderingar ökade kraftigt. Traditionellt anses perioden pågå mellan 1300-talet och slutet av 1500-talet eller det tidiga 1600-talet. Italien brukar ses som renässansens ursprung, varifrån idéer och kulturella uttryck spred sig till andra delar av Europa.
Perioden omfattar inte minst konst och litteratur som spreds med hjälp av boktryckarkonsten från sent 1400-tal.

## Avgränsning
Begreppet renässans har genom tiderna använts på många olika sätt, och därför har avgränsningen av perioden också sett olika ut. Redan på 1500-talet talades det på italienska om en rinascita ('pånyttfödelse'), men det var först på 1800-talet som renässansbegreppet dök upp i historieforskningen. Det myntades av den franska konsthistorikern Jules Michelet 1855 i hans Renaissance men vann genomslag främst genom Jacob Burckhardt Die Kultur der Renaissance in Italien 1860.
Bakgrunden till periodiseringen var en önskan från 1800-talets historiker om epoker som var väl avgränsade från varandra. Man såg gärna att antiken inledde historien som en ljus och grandios epok, därefter följde vad många under 1800-talet såg som den mörka, skrockfulla och barbariska medeltiden. Michelet och Burckhardt föreslog att medeltiden skulle anses avslutad på 1400- och 1500-talen och den moderna tiden ta vid. De menade att det var då som människor upptäckte sig själva som individer och började utforska den omgivande världen på ett nytt sätt. Man fäste även vikt vid personer man såg som genier som Leonardo da Vinci, William Shakespeare och François Rabelais.
Efterhand blev man dock alltmer medveten om att något sådant tvärt avbrott inte inträffat utan att situationen var mer komplex. "Renässanser" hade inträffat på 800-talet vid Karl den stores hov och vid akademierna i 1100-talets Frankrike. Antika byggnader hade återkommande kopierats i Italien under medeltiden och 1400-talets kulturella pånyttfödelse hade oberoende och lika tidiga motsvarigheter i Frankrike, Tyskland och Nederländerna.
I stället har senare tiders forskare velat fokusera på de ekonomiska, sociala och politiska förändringarna i samhället vid den här tiden: feodalväsendets upplösning, städernas uppsving, den nya världshandelns uppsving samt nya uppfinningar som krutet, kompassen och boktryckarkonsten.
Exakt var och när renässansen började och slutade beror på vilka källor man konsulterar. Omkring 1420–1520 skulle många säga. Inom arkitektur drar man gärna tillbaka den bakre gränsen till att omfatta i princip hela gotiken och inom musik vill man gärna flytta den främre gränsen till att omfatta majoriteten av 1500-talet. Inom måleri anses renässansen oftast inledas redan omkring 1400, men då främst i Italienskt måleri, och trots att det flandriska måleriet hade nära utbyte med det italienska redan under början av 1400-talet räknas det helt som gotiskt, och tyska konstnärer likt Albrecht Dürer som hade fått sin utbildning i Italien hos italienska renässanskonstnärer räknas oftast som gotiska konstnärer.
Även renässansens avslutning är något flytande. Barocken, som ersätter renässansen har sitt ursprung i manierismen som uppstår redan på 1520-talet i Italien, men det är först på 1580-talet som barocken som stil brukar sägas ha gjort sitt fulla intåg. Inom litteraturen brukar det sena 1500-talet ses som barockens intåg. I Sverige, där man i stället för renässans talar om Vasastil anser man inte att barocken gjorde sitt intåg förrän omkring 1660.

## Kännetecken
Pånyttfödelsen inom  vetenskap, teologi, litteratur och konst började med återupptäckten av äldre texter på grekiska och latin som hade fallit i glömska i väst sedan romarrikets sönderfall. I början av renässansen hämtades dessa texter från lärda i det bysantinska imperiet och från kloster runt om i Europa. Mot slutet av renässansperioden, då reformationen gjorde sitt intåg, började dock de lärda föredra nyupptäckt material på hebreiska och arameiska framför de grekiska och bibliska källorna som väckte sådan entusiasm vid periodens början.
Renässansen har beskrivits som den period då människan upptäckte sig själv, då individen befriades från den romersk-katolska kyrkans ok. Man har då tänkt sig medeltiden som en period då individen var underställd kyrkan och fursten, och var allmänt vidskeplig på grund av bristande kunskap. I motsats till detta har man lyft fram renässansens universalgenier - till exempel Brunelleschi, Alberti, Leonardo da Vinci och Michelangelo Buonarroti. Under senare tid har man i ökad grad försökt lyfta fram likheterna mellan epokerna och se övergången mellan dem som en kontinuerlig process. På de gotiska katedralerna finns flera exempel på direkta influenser från antiken, och många av de landvinningar som tidigare tillskrivits renässansen tillerkänns nu tidigare perioder. Snarare än att poängtera antikvurmen under renässansen har man börjat peka på ekonomiska, sociala och politiska faktorer – de många likställda hoven centrerade kring var sin stad; kompassen ledde till ökad handel, boktryckarkonsten innebar att nya idéer kunde spridas snabbare, etcetera. Dessutom var tillvaron för det stora flertalet slitsam med våra mått mätt, och 1300-talet innebar knappast någon revolution för dem, samt att renässansen ingalunda innebar demokrati och sekularisering.
Även för de unga män som utbildade sig till hantverkare, den roll som de flesta konstnärer hade även under renässansen, innebar yrkesvalet att man fick tillbringa första halvan av livet som gesäll hos någon mästare. På detta vis skapas inga universalgenier. Däremot insåg konstnärer som Lorenzo Ghiberti att konstnären kunde vinna social status bara om han kunde tillgodogöra sig alla de fria konsterna. Till dessa  artes liberales räknades discipliner som aritmetik, retorik och grammatik, och den som studerade dem kallades artista, det vill säga var en person som var initierad i konst och vetenskap vilket gav honom en självständig position gentemot beställarna. I och med att konstnärerna började studera de antika texterna och ruinerna vann yrket också högre social status.
Inte heller intog konsten någon oppositionsställning mot kyrkan. Den stora uppdragsgivaren var sedan länge (och under lång tid framöver) kyrkan, men under 1400- och 1500-talen började allt fler av beställningarna att komma från privatpersoner, naturligtvis furstar men också enskilda präster och handelsmän, och olika samhällsgrupperingar som engagerade sig i samhällets gemensamma frågor bildade så kallade scuole, några som vann särskilt stort anseende kallades till och med scuole grandi. Som många forskare har påpekat var även under renässansen de flesta bildmotiv religiösa – även om den teologiska formalismen blev mindre rigid så var fortfarande fromhet och själavård den vanligaste motiveringen för att beställa konst.
Dock tillkom inredningsarkitektur hos de rikaste mecenaterna och porträttbeställningar från en betydligt bredare publik som viktiga inkomstkällor för konstnärerna. De var viktiga, dels därför att bildmotiven var profana och därmed mer öppna för de antika motiven än de kyrkliga beställningarna, dels därför att den förutsatte ett bildat skikt i samhället som intresserade sig för till exempel mytologin. Det blev också från denna bildade elit som konstnärerna i allt högre grad fick både inkomster och stöd.

## Trecento- 1300-talet

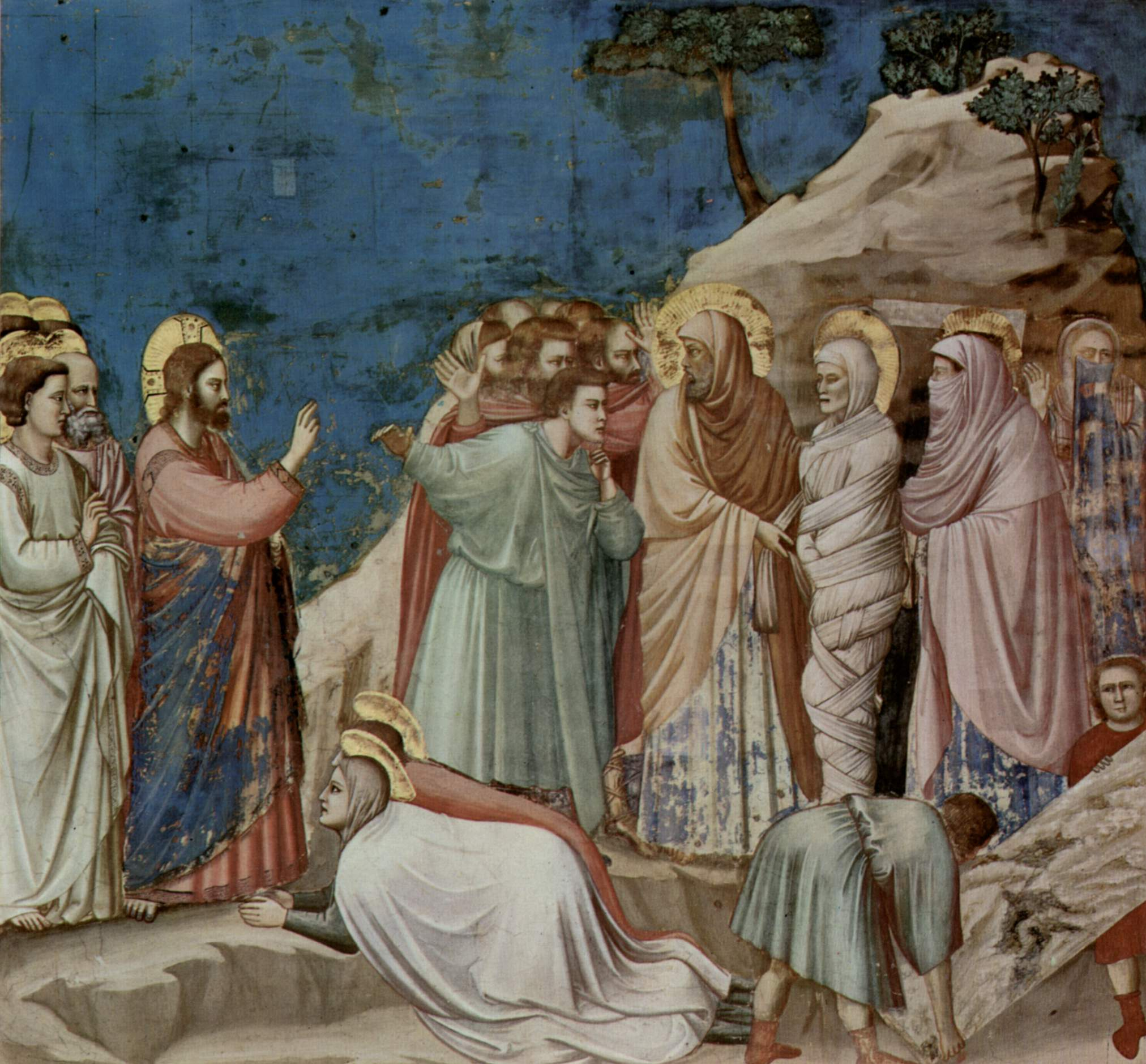
Giotto, Kristus uppväcker Lasaros, 1304–1306, fresk i Cappella degli Scrovegni, Padua.

När renässanskonstens store biograf Giorgio Vasari talade om rinascita, det vill säga "återfödelse", var det Cimabue och Giotto han syftade på. Enligt honom var det deras konst kring 1300 som innebar den förnyelse av konsten som den naturtrogna återgivningen innebar. I och med 1300-talet i Italien inleddes den konsttradition som i Europa var förhärskande ända fram till modern tid. Med Giotto återintroducerades, som man uppfattade det då, den direkta förbindelsen mellan människan och universum.

### Konst

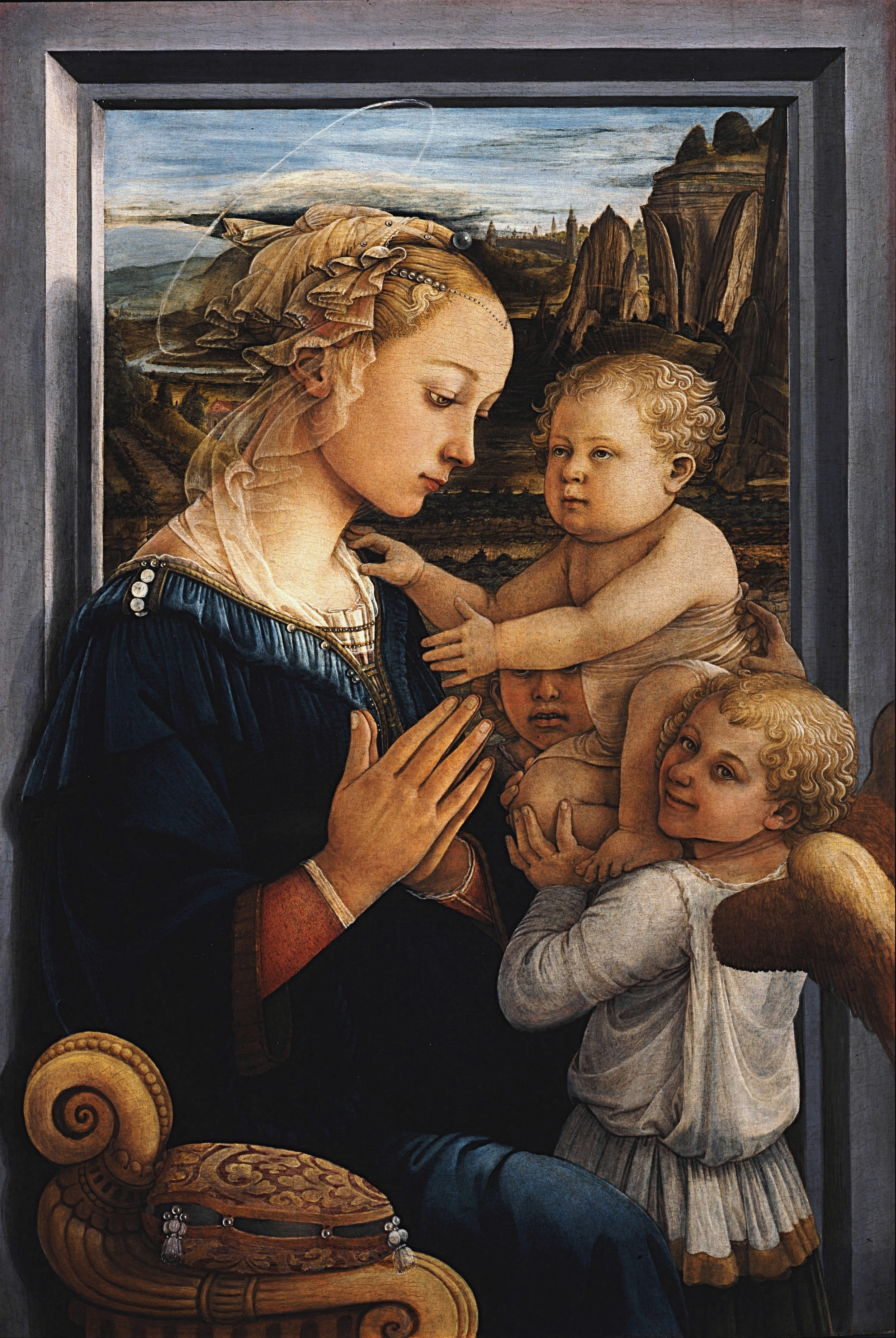
Fra Filippo Lippi, Madonna med två änglar, 1465, träpannå, 92 x 63 cm, Galleria degli Uffizi, Florens.

I det medeltida bildspråket stod gestalterna i ett metonymiskt förhållande till varandra, det vill säga de relaterade sig direkt till varandra utan något egentligt bildrum dem emellan, och dessa gestalter framställdes ikoniskt, det vill säga de utgjorde tecken som representerade det som gestaltades. För att kunna läsa dessa bilder var man tvungen att ha kännedom om det som avbildades.
Exempel på konstnärer:
- Cimabue
- Duccio di Buoninsegna
- Giotto di Bondone (Giotto)
- Giovanni da Milano
- Guariento
- Simone Martini
- Maso di Banco
- Pietro da Rimini
- Paolo Veneziano
- Giovanni Pisano
- Tommaso da Modena
- Vitale da Bologna
- Leonardo da Vinci

### Arkitektur
Under renässansen hade man den antika arkitekturen som förebild och man utgick från symmetriska geometriska former som kvadraten, cirkeln och triangeln.
Exempel på byggnader:
- Santa Maria del Fiore
- Palazzo Rucellai (Alberti)

## Quattrocento- Ungrenässans

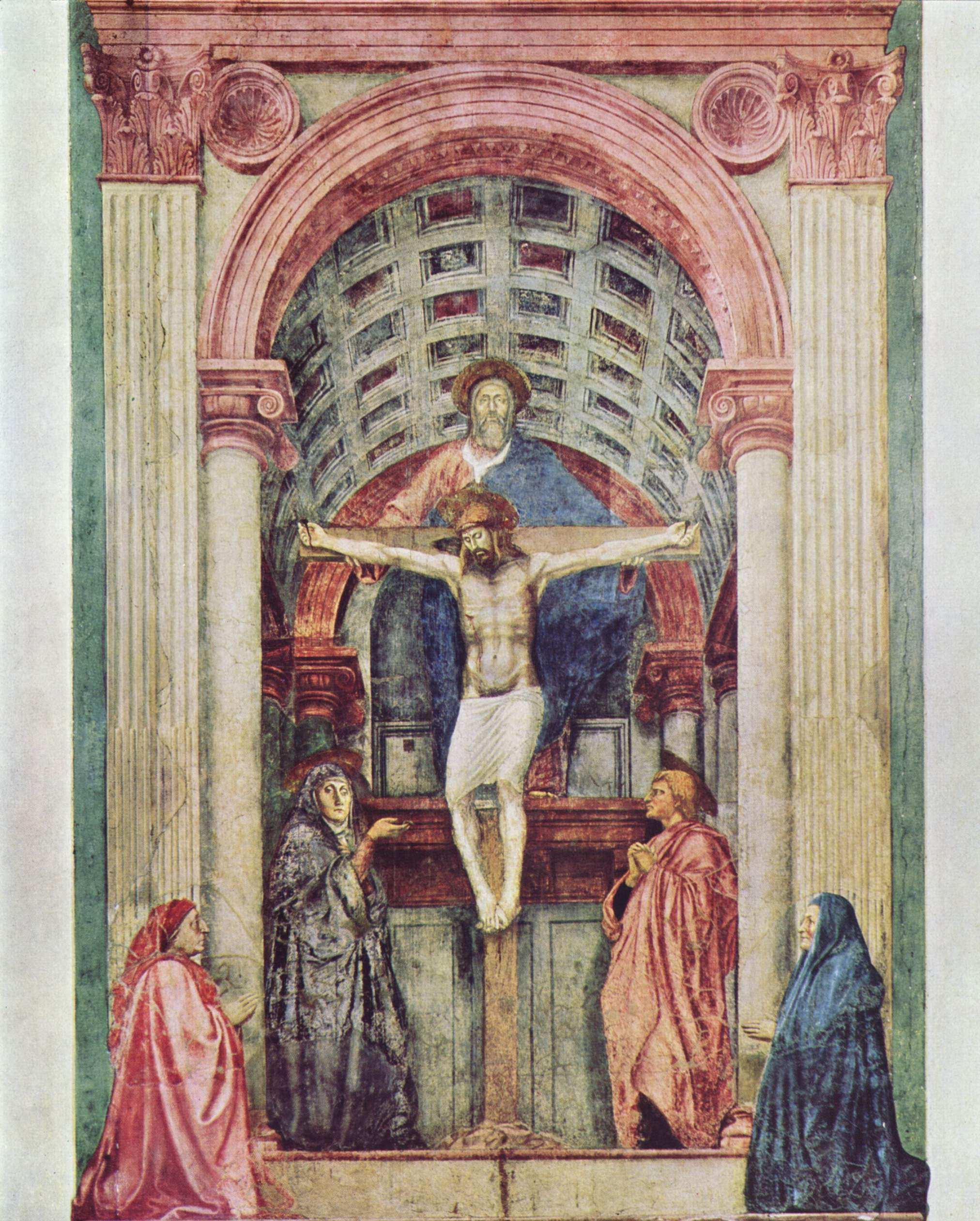
Masaccio, Treenigheten, 1427, fresk, 680 × 475 cm, Santa Maria Novella, Florens.

### Vetenskap
Inom filosofin uppstod en förening mellan antikens mytologi och kristendom, mellan å ena sidan astrologi och alkemi och, å den andra, vetenskap - kort och gott en symbios mellan vetenskap och konst. De lärda var inte längre i tjänst hos kyrkan utan följde i Petrarcas fotspår och sökte upp texter från antiken, de översatte gamla manuskript och ruiner analyserades. Bland filologerna kan nämnas:

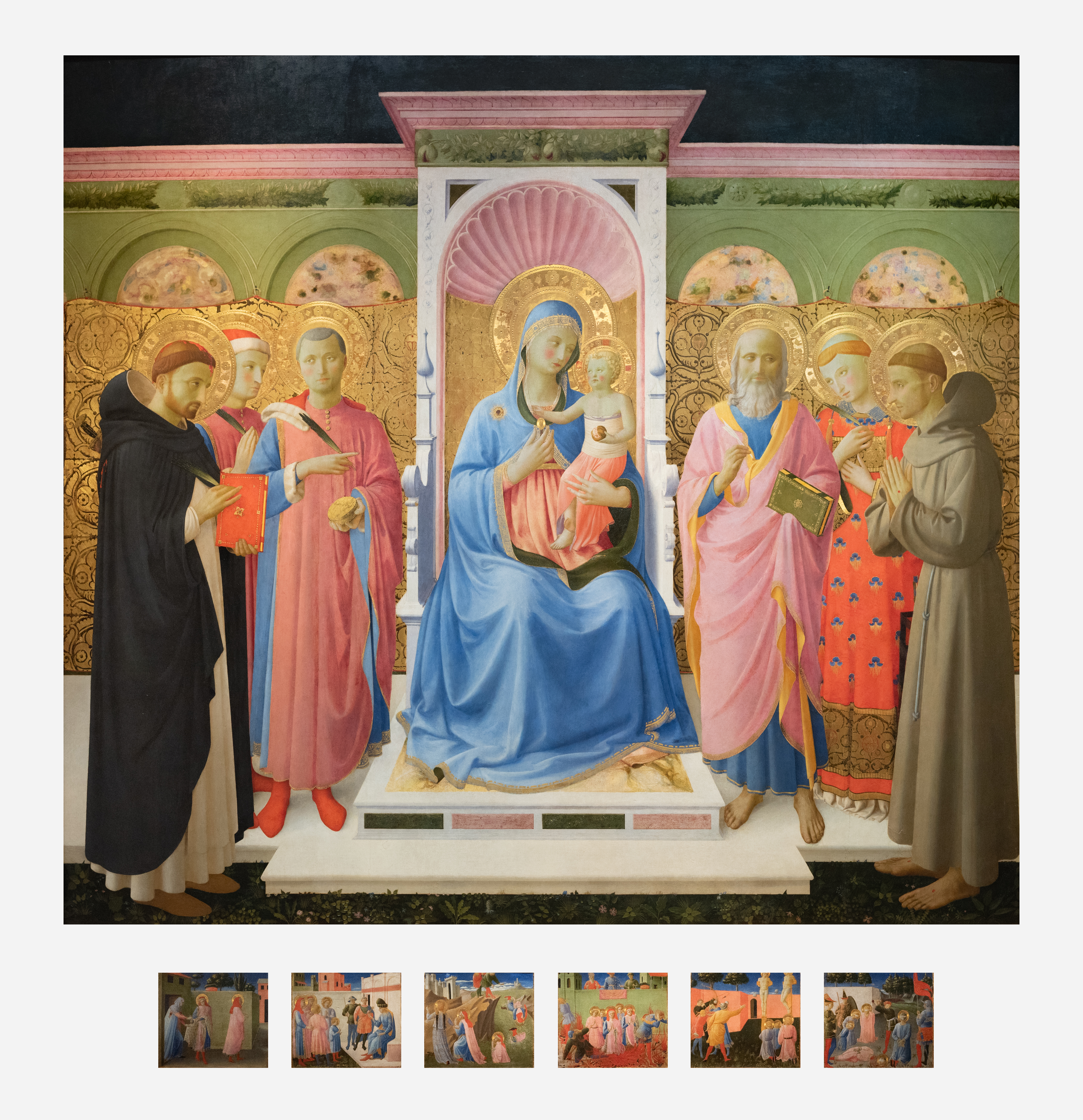
Fra Angelico, Tronande Madonna, 1437–1440, 108 x 202 cm, tempera på träpannå, Museo di San Marco, Florens.

| - Pius II - Giovanni Pico della Mirandola - Angelo Poliziano - Marsilio Ficino |

### Begynnande politik
Små mäktiga hov skapade förutsättningen för en ny, snabb utveckling inom vetenskap och konst. I och med att konsten alltmer kom att produceras för dessa mindre hov slapp så att säga konsten ur kyrkans makt. I stället för de av kyrkan föreskrivna motiven avbildades ofta dessa nya uppdragsgivare som mer eller mindre likställda med de kristna gestalterna. Konstnärerna använde denna nyvunna frihet till att introducera motiv från antiken.
De viktigaste hoven:
Medicéerna i Florens, Montefeltro i Urbino, Malatesta i Rimini, Este i Ferrara, Visconti och Sforza i Milano, Anjou och Aragon i Neapel.

## Europa norr om alperna

Albrecht Dürer, Självporträtt, 52 x 41 cm, 1498, Pradomuseet, Madrid.

Flandern var på denna tid Europas andra kulturcentrum på grund av en ständigt ökande ekonomi med rika handelsmän och furstar som ville visa sin makt genom konsten. Redan under slutet av 1300-talet börjar en konstriktning, tydligt influerad av Italien, men självständig i sin stil och inte antikinfluerad som konsten där. De gotiska formerna vidareutvecklas i stället, och den flandriska konsten brukar oftast räknas som sengotik. Med konstnärer som Albrecht Dürer förs de italienska antika idealen över till Tyskland, och börjar influera den nordeuropeiska konsten. Det gotiska formspråket blir dock kvar, och först vid mitten av 1500-talet brukar man tala om en verklig renässanskonst i Nordeuropa.
| - Albrecht Dürer - Brueghel - Bröderna Limbourg - Hubert van Eyck - Jan van Eyck - Hieronymus Bosch - Hugo van der Goes |

## Cinquecento- Högrenässans

### Konst
I konsthistorien betecknar högrenässansen den relativt korta tidsperioden, 1480–1520, 1490–1530 eller 1500–1525/1527 enligt olika källor, då den italienska renässansen nådde sin kulmen. 
Vid 1400-talets slut hade Milano blivit Italiens kulturella centrum. Två konstnärer utkristalliserade sig som särskilt inflytelserika: Donato Bramante anlände från Urbino med inflytande från Luciano Laurana och Piero della Francesca. Efter att ha studerat Andrea Mantegnas måleri och Leon Battista Albertis arkitektur i Mantua ritade han en serie kyrkor där han använde perspektivkonsten till rumsillusioner och proportionsläran till att göra kyrkorummet mer imposant. I slutet av 1490-talet arbetade han på Santa Maria delle Grazie i Milano samtidigt som epokens andre store konstnär, Leonardo da Vinci, där målade sin berömda Nattvarden. Leonardo började som lärjunge hos Andrea del Verrocchio och arbetade i samma stil som till exempel Sandro Botticelli men utvecklade snabbt en egen stil där konturerna löses upp i atmosfäriska effekter, så kallade sfumato. I Nattvarden bröt han också snabbt med tidigare traditioner för att göra sina egna uttolkningar av apostlarna och integrerar fresken med arkitekturen med perspektivets hjälp. Både Leonardo och Bramante fick många trogna efterföljare i Milano.

Leonardo da Vinci, Anna själv tredje, 1510, olja på träpannå, 168 x 112 cm, Musée du Louvre, Paris.

I början av 1500-talet flyttades konstens centrum först till Florens där Leonardo, Michelangelo Buonarroti och Rafael arbetade sida vid sida under några år, och 1508 till Rom då påven Julius II kallade Michelangelo och Rafael till det påvliga hovet. Decenniet som följde flytten till Rom brukar ses som högrenässansens höjdpunkt, den period då alla renässansens klassicistiska ideal förverkligades inom måleri, skulptur och arkitektur: Michelangelo utföde målningarna i taket i Sixtinska kapellet, och Rafael målar Skolan i Athen i påvens privatbostad.
Utanför Rom sker en viktig utveckling också i Venedig. Giorgione och efter honom Tizian utvecklar en helt ny typ av måleri där teckningen utförs direkt med färgen, och penseldragen lämnas synliga på duken, det förfinade renässansmåleriet får backa för rent koloristiska effekter som förebådar bland andra Rembrandt. Andra konstnärer som Paolo Veronese arbetar vidare i Rafaels anda men förebådar också manierismen och barocken genom motivens överdådiga prakt. De allegorier som ofta associeras med manierismen och barocken fick sina företrädare i bland annat Lorenzo Lotto som hittade en ödmjuk motivkrets i vardagen i sina melankoliska och stämningsfulla bilder, och Correggio som kombinerade inspiration från både Leonardo och Rafael med det som kom att bli barockens kännetecken – dynamiska utsnitt och betoning av diagonaler.

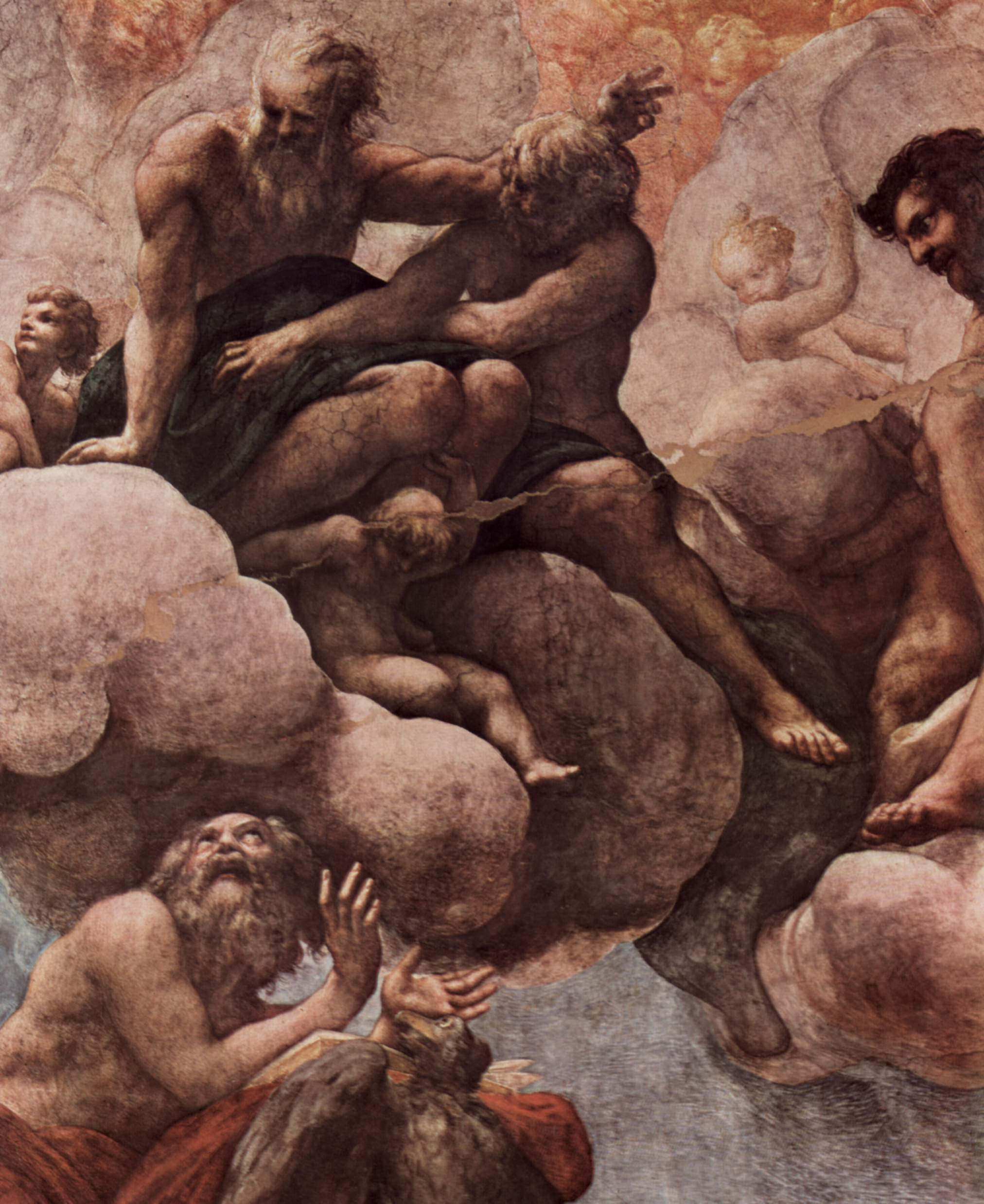
Correggio, Aposteln Johannes vision på Patmos, 1520–1521, detalj från fresken i kyrkan San Giovanni Evangelista, Parma.

- Donato Bramante
- Giorgione
- Correggio
- Albrecht Dürer
- Leonardo da Vinci
- Lorenzo Lotto
- Michelangelo Buonarroti
- Andrea Palladio
- Rafael
- Tizian
- Albrecht Altdorfer
- Wolf Huber
- Lucas Cranach d.y.

## Eftervärldens bild av renässansen
Termen pånyttfödelse (rinascita) användes först av den italienska konsthistorikern Giorgio Vasari år 1550 för att beskriva storheten i hans samtids konst av bland andra Michelangelo och Leonardo da Vinci. Det moderna begreppet "renässans" myntades dock av den franske historikern Jules Michelet under 1800-talet och utvecklades sedan av den schweiziske historikern Jacob Burckhardt. Dessa skapade en samlad bild av renässansen som länge varit tongivande.
Under 1900-talets sista decennier har emellertid synen på renässansen förändrats: Historiker betonar numera att det skedde en kraftig expansion av ekonomisk, vetenskaplig och konstnärlig aktivitet i Västeuropa redan från 1100-talet. Renässansen var därmed inte ett skarpt avbrott utan en del i en vidare utveckling. Burckhardts tes att utvecklingen helt dominerades av Italien har också ifrågasatts – många har i stället lyft fram utvecklingen i till exempel Frankrike och Nederländerna, särskilt under hög- och senmedeltiden.
De fyra sköldpaddorna i Teenage Mutant Ninja Turtles (Donatello, Leonardo, Michelangelo och Raphael) av Kevin Eastman och Peter Laird är namngiva efter renässanskonstnärer.